# 池上彰
池上 彰（いけがみ あきら、1950年〈昭和25年〉8月9日 - ）は、日本の大学教授、ジャーナリスト、ニュース解説者である。長野県松本市出身。

## 略歴
- 1969年3月31日 - 東京都立大泉高等学校卒業。
- 1973年3月 - 慶應義塾大学経済学部（国家独占資本主義論専攻[2]）卒業。
- 1973年4月 - NHKに記者として入局。報道局社会部記者として、警視庁、気象庁、文部省、宮内庁を担当。ニュースキャスターを歴任。
- 1994年 - NHK「週刊こどもニュース」のお父さん役として11年間活躍。
- 2005年3月 - 定年を待たずNHKを退職。以後、フリーランスのジャーナリストとして活動。
- 2007年5月 - アイティメディア株式会社の社外取締役就任予定の旨が発表される[12]。
- 2008年 - 『学べる!!ニュースショー!』（テレビ朝日）にニュース解説者として出演。この出演を機に、多数の番組でニュース解説を担当するとともに人気を博す。詳しく は#フリーランス転身後を参照。
- 2009年
  - 4月 -京都造形芸術大学 客員教授に就任（～2013年）。
  - 4月 - 信州大学経法学部 特任教授に就任[13]。
  - 6月 - 「一身上の都合」によりアイティメディア株式会社の社外取締役を辞任する旨が発表される[14]。

- 2011年 - 番組出演・取材などで多忙を極めたため、同年3月いっぱいですべてのテレビ・ラジオ番組への出演を休止[15]。ただ東日本大震災の発生もあり、2012年4月までは、レギュラー番組を持たない一方で、不定期で特別番組に出演していた。
- 2012年2月 - 東京工業大学リベラルアーツセンター 専任教授に就任[16]。
- 2013年4月 - 伊丹十三賞（第5回）受賞[17]。
- 2014年4月 - 愛知学院大学経済学部 特任教授[6]（2025年4月より特命教授）、日本大学文理学部 客員教授[18]に就任（～2022年）。
- 2016年3月 - 東京工業大学を定年退職[5]。
- 2016年4月 - 名城大学 教授[19]、東京工業大学リベラルアーツ研究教育院 特命教授[5]、立教大学グローバル教育センター 客員教授に就任[20]。
- 2016年10月 - 「池上彰とテレビ東京選挙特番チーム」として菊池寛賞[21]（第64回）受賞[22]。
- 2017年4月[要出典] - 順天堂大学 特任教授に就任。
- 2018年4月 - 東京大学定量生命科学研究所[23] 客員教授[24]に就任。
- 2019年4月 - 関西学院大学 特任教授に就任 （～2023年）。
- 2019年 - 菊池寛賞 選考顧問に就任。
- 2020年6月 - 信州大学 名誉博士号を授与される。
- 2022年4月 - 共立女子大学 特任教授に就任。
- 2023年4月 - 広島大学 特別招聘教授に就任（～2023年）。
- 2024年11月 - 文部科学省後援事業 ファミリーマートありがとうの手紙コンテスト、審査委員長。
- 2024年11月 - 角川武蔵野ミュージアム 館長に就任[25]。
- 2025年5月 - 橋田賞（第33回）受賞[9]。
- 2025年度 - 現在7つの大学で教鞭をとる。「現代社会論」「経済学」「国際情勢」「ジャーナリズム論」など、年間の授業数は約110コマ。

＜2025年度 主な番組・新聞・雑誌・配信・アプリなど＞
- テレビ朝日「池上彰のニュースそうだったのか!!」
- BSテレ東「日経スペシャル 池上彰のSTEAM教育革新」
- NHK「時をかけるテレビ〜今こそ見たい！この1本〜」
- 日経新聞「池上彰の大岡山通信 若者たちへ」
- 日経新聞「チーム池上が行く!」学生たちと考える幸せのかたち
- 毎日小学生新聞「教えて! 池上さん」
- 毎日新聞「一気にわかる! 池上彰の世界情勢」
- 毎日新聞「池上彰のこれ聞いていいですか?」
- YouTube「池上彰と増田ユリヤのYouTube学園」
- ぴあアプリ「池上彰の 映画で世界がわかる!」
- 文春オンライン「池上さんにきいてみた」
- 日経WOMAN「池上彰×増田ユリヤ 現代ニュースのキーワードLIVE」

## 来歴

### 生い立ち
長野県松本市に生まれ、東京都練馬区で育つ。池上家のルーツは松本で、祖父の代に東京に移り住んだ。父は東京で就職し、転勤先の松本で母と出会い、彰が生まれた。父親は銀行員。子供の頃の愛読書は『クオレ』だった。また、父親が池上が小学生の時に買って帰り、「読め」と言って手渡したのが『君たちはどう生きるか』であり、2017年同書が新装版となって刊行された際にまえがきを寄稿した。練馬区立光和小学校、練馬区立開進第三中学校卒業。
小学5年生の時に、地方新聞記者の活躍を描いた『続地方記者』（1962年、朝日新聞社）と出会ったことと、東京都立大泉高等学校在学中に、広島抗争において暴力団と対決した中国新聞記者がモデルのドラマ『ある勇気の記録』（NETテレビ（現：テレビ朝日））を観たことがきっかけで、記者を志すようになる。高校ではラグビー部に入ったが､補欠の上にタックルの練習をしているうちに腰を痛めてしまったため辞めた。
慶應義塾大学経済学部へ進学後、当時は学園紛争の真っ只中であったが、自身が目の当たりにした紛争と、報道される内容とのギャップに違和感を覚え、正しい報道をすべく実家の購読紙でもあった朝日新聞社をはじめとした新聞社と、日本放送協会 (NHK) への就職を希望した。しかし「これからはテレビの時代」という想いと、日本放送協会の記者になれば必ず地方勤務から始まることが決め手となり、最終的に日本放送協会への入社を決めることとなった。

### NHK時代
1973年4月1日、日本放送協会 (NHK) に記者として入局。
実はNHKを受ける前、コネがなければダメと言われ某テレビ局を断念したのです。でも門前払いされたおかげでNHKに入り今の自分を築くことができた。—池上彰の大岡山通信（日本経済新聞、2018年月8日）
同期にはアナウンサーの宮本隆治、大塚範一がいる。入局当初から「初任地は小さな町で」「通信部への転勤」を自ら希望し、松江放送局、広島放送局呉通信部(現、呉支局)などで勤務した。NHK松江放送局では3年間勤務し、記者が少なく一人の担当が多いという事情もあり島根県警察本部・松江警察署・松江地方裁判所・広島高等裁判所松江支部・松江市役所・日本銀行松江支店を担当し、結果的に検察・警察・裁判所および地方の県政・統治機構を学び、日本という国の仕組みを「ミニ国家」である地方から学ぶことができたとしている。1976年のロッキード事件ではNHKの全国各局から若手記者が招集され、池上も松江放送局から取材の応援に加わった。呉通信部(現、呉支局)では記者2人とさらに少なく、カメラマンとしての役割やラジオ放送の原稿執筆なども行った。また、呉通信部勤務では取材中に暴力団に囲まれるという『ある勇気の記録』さながらの体験もしたという。

### 報道局社会部記者
1979年8月より東京放送局報道局社会部に異動し警視庁・気象庁・文部省・宮内庁などを担当する。東京異動1年目は3つの区役所と9つの警察署だけをひたすら回るという任務をこなし、2年目からは社命により警視庁の殺人・強盗・放火・誘拐の専門記者となり、1980年8月の新宿西口バス放火事件や、1982年2月のホテルニュージャパン火災、日本航空350便墜落事故などを取材した。1983年5月に発生した日本海中部地震でも、実際に事故や事件、震災の現場に自ら赴いた。1985年8月12日の日本航空123便墜落事故では、池上が都内で書いた第一報を当時の松平定知が7時の定時ニュースで伝えている。このJAL123便事故をテーマにしたドラマ『クライマーズ・ハイ』（2005年12月 NHK）で、劇中で使用された当時の実際のニュース映像中で取材中の池上を確認できる。

### 報道キャスター
1989年4月から『ニュースセンター845』、1990年からは『イブニングネットワーク』のキャスターをそれぞれ担当する。この時に（これまで自らも記者として書いていた）ニュース原稿とは「こんなにわかりにくくて、つまんないのか！」と衝撃を受けたことが非常に大きな転機となる。原稿を書き換えられるデスクの立場でもあったことから、池上は自分が読むニュース原稿をわかりやすく修正するようになり、また『ニュースセンター845』では、番組の最後に何気なくダジャレを交えることもあった。さらに1994年から退職する2005年まで『週刊こどもニュース』で、ニュースに詳しい「お父さん」役として編集長兼キャスターを担当する。ニュースについての解説本『これが「週刊こどもニュース」だ!』（2000年集英社文庫）も注目を集めた。週刊こどもニュースの担当について池上は、番組を通じてニュースってのはこんなにわかりやすくできるんだよということを示せばいろんなところに影響力を及ぼすんじゃないか、大人が見てくれるんじゃないか、という思いがあったという。
2005年3月、役職定年前でNHKを退局しフリーランスのジャーナリストに転身した。もともと池上はNHKでジャーナリストとしてのキャリアを全うするため解説委員になることを望んでいたが、解説委員長から「解説委員というのはある専門分野をもっていなきゃいけない。お前には専門分野がないだろう」と言われ、解説委員への望みを絶たれたことが退局の契機になった。また記者出身であったことからテレビに出て恥をかくより原稿を書いていた方が楽しく、原稿書きに専念したい、という思いが当初はあったとしている。

### フリーランス転身後
退職後は活動の場を広げ、2005年8月6日放送の日本テレビ『世界一受けたい授業』で民放初出演を果たす。以降、『ちちんぷいぷい』（毎日放送）など、報道・情報系の番組に多数登場している。
2008年10月からは、『学べる!!ニュースショー!』（テレビ朝日）に、ニュース解説者としてレギュラー出演し、分かり易く丁寧な語り口が幅広い世代から好評を得て、徐々に人気を集めることとなる。同番組が2009年秋に終了した後は、各局で池上を解説者として迎えた同様のコンセプトの番組が次々制作された。なお、『学べる!!ニュースショー!』の復活を望む声が多く寄せられたため、特番として不定期放送されるようになり、2010年春から『そうだったのか!池上彰の学べるニュース』（以下『学べるニュース』と略記）と番組名を変えてレギュラー化した。
2010年7月11日の第22回参議院議員通常選挙の選挙特別番組『池上彰の選挙スペシャル』（テレビ東京系・BSジャパン）で総合司会を担当。2010年12月31日から翌年1月1日未明にかけて放送された『そうだったのか!池上彰の学べるニュース 年またぎ6時間半スペシャル!!』では、「事前収録分と生放送を織り交ぜながらニュース解説だけで年を越す」というコンセプトの下で、総合司会から生放送パートのニュース解説役まで務め上げている。2011年12月31日には、前回より1時間長い『そうだったのか!池上彰の学べるニュース 年またぎ7時間半スペシャル!!』が放映された。
2010年10月6日に発売された浜田省吾の音楽DVD『僕と彼女と週末に』では、日本の近代史から現代史における各テーマをまとめた100ページ余りの解説文を寄稿、2011年1月4日にはテレビ東京系で映画「サウンド・オブ・ミュージック」ハイビジョン完全復元版を放送した際にナビゲーターを務める など、ジャーナリストの域を超えた活動にも取り組んでいる。
一方では並行して「朝日新聞」に全国紙の紙面を比較・論評するコラム「池上彰の新聞ななめ読み」を連載。他にも、著書の執筆や雑誌・ニュースサイトへの連載等、多忙を極め、次第にジャーナリストとしての活動や体調に支障を来すようになった。そのため2011年1月12日に、「今後は取材・執筆活動に専念したい」と同年3月いっぱいで全てのテレビ・ラジオ番組への出演を休止することを発表する。同月19日には、番組降板の理由に「ニュースを分かりやすく解説する番組が増えてきたこと」を挙げた上で、「（番組で定期的にニュースを解説するという）私の役割は終わった。今後は一（いち）ジャーナリストに戻ります」と公言した。実際には、降板予定直前の2011年3月に東日本大震災が発生したため、同年4月まで『学べるニュース』や震災関連番組へ連日出演し、生放送のスタジオ進行・解説にとどまらず被災地に赴き自ら取材を行っている。
2011年5月1日には、ジャーナリスト代表として「毎日新聞」の第三者機関である「『開かれた新聞』委員会」の委員に就任する。尚、競合誌である「朝日新聞」の「新聞ななめよみ」の連載も続けている。
その後はテレビ東京系を中心に不定期放送の特別番組へ出演。同年9月以降は、大学での公開講義に資料映像を連動させた冠番組が、同局やBSジャパンで相次いで放送されている。2012年10月には、同局の「特別ニューヨーク特派員」に任命されるとともに、2012年アメリカ合衆国大統領選挙をめぐる取材を同国各地で担当。同年12月16日の第46回衆議院議員総選挙では同局系の開票特別番組『池上彰の総選挙ライブ』でメインキャスターを務めた。
2012年2月1日付で、東京工業大学の学内共同研究教育施設・リベラルアーツセンターの専任教授に着任した。これを打診された際に職員に対して、（同校卒の）菅直人のような人間を再び輩出しないことが目的なのかと尋ね、苦笑いされたとしている。
同年4月からは、同大学で社会科学系科目の一部を受け持つかたわら、古巣・NHK（Eテレ）の新番組『メディアのめ』でテレビ番組へのレギュラー出演を本格的に再開。その一方で、特別番組への出演や、信州大学・京都造形芸術大学での教授職も続けている。
2013年には、前年放送の『池上彰の総選挙ライブ』（前述）が高く評価され、第5回伊丹十三賞を受賞。4月18日の授賞式では、別番組でアフリカ・中東地域の国連難民キャンプを取材した経験から、賞金（100万円）の全額を国際連合世界食糧計画WFP協会に寄付することを発表した。また、6月23日の東京都議会議員選挙に於ける東京MXテレビ開票特別番組『首都決戦2013 池上彰の都議選開票速報』と、7月21日第23回参議院議員通常選挙のテレビ東京開票特別番組『池上彰の参院選ライブ』でそれぞれメインキャスターを務めた。
2014年には、第18代東京都知事猪瀬直樹の辞職に伴う東京都知事選挙の公示直前（1月6日）に、第79代内閣総理大臣を務めた細川護煕と会食。会食後に細川が無所属での立候補を表明したことから、全国紙の一部で「細川から池上に出馬を打診した」「池上が細川に立候補を促した」という旨の記事が掲載された。これに対して、池上は『朝日新聞』同月31日付朝刊の連載コラム「池上彰の新聞ななめ読み」の中で、「中立であるべき立場のジャーナリストが、選挙で特定の人物に立候補を促すことは、決してやってはいけない行為」という見解を基に記事の内容を否定。「細川から立候補を打診されたが、投開票の当日（2月9日）にテレビの特番（テレビ東京系列の開票特別番組『池上彰の都知事選ライブ』）へ出ることを理由に断った」「細川には、一部週刊誌での報道を基に、立候補の意思を確認しただけに過ぎない」として、池上へ直接取材せずに、伝聞調で記事をまとめていることに対しても苦言を呈した。結局、池上は当初の予定通り、2月9日に『池上彰の都知事選ライブ』でメインキャスターを担当。4月からは、愛知学院大学の特任教授へ就任するとともに、テレビ朝日の新しい冠番組『ここがポイント!!池上彰解説塾』（『学べるニュース』シリーズの姉妹番組）にレギュラーで出演している。
その一方で、2014年2月10日には、テレビ朝日の開局55周年を記念した約3時間の冠番組『池上彰が選ぶ 日本を変えたニュース55年史』をテレビ朝日系列で放送。同年4月12日には、テレビ東京の開局50周年特別番組『池上彰のJAPANプロジェクト』でキャスターを務める。
2014年8月、慰安婦問題における朝日新聞の検証記事（8月5・6日）についての感想および論評を示すことを内容とした「朝日新聞は謝罪するべきだ」とする批判記事を同新聞のコラム「新聞ななめ読み」8月29日付に掲載しようと原稿を提出したところ、その前日28日になって「掲載できない」とする連絡が飛び込み、池上はこの連載の中止を申し出た。この件が一部週刊誌で報道されたため、朝日新聞の対応につき、社外だけでなく、同社に属する記者からもTwitterを通じた批判が上がり、同社は、同日夜に池上に対し「掲載したい」と連絡をつけた。9月4日朝刊に、池上の執筆した記事を全文掲載し、自身のコメントを「おことわり」として加えることで池上は掲載に承諾した。この回以降の執筆については「全くの白紙」としている。その後、朝日新聞は、9月11日、木村伊量社長が行った記者会見（別件であるいわゆる吉田調書問題について謝罪するもの）のなかで、本件を言論封殺と批判されたことが「思いもよらぬ批判」だったとした上で、判断は杉浦信之取締役編集担当によるものだったとした。また池上本人は、この一連の出来事について「言論封殺」と批判的に報道したメディアの中にも同様の事例は多数あるとして、「その新聞社の記者たちは『石を投げる』ことはできないと思うのですが」と書いている。
第二次世界大戦の終戦から70年目に当たる2015年には、「朝日新聞」が1月30日付朝刊から「新聞ななめ読み」の掲載を再開。池上自身は、4月1日付で名城大学の特別講師へ就任する一方で、大戦に関する解説・ドキュメンタリー番組へ相次いで出演している。8月1日に日本テレビ系列で放送された『戦後70年特別番組 いしぶみ〜忘れない。あなたたちのことを〜』（広島テレビ制作）では、NHKの記者時代に原爆問題を取材していた縁でナビゲーターを務めた。
朝日新聞の「新聞ななめ読み」の掲載を再開した同年1月30日、テレビ東京の番組で大江麻理子と行った中東取材のガイドとして同行したことが縁で池上と親交があり、ISILによる日本人拘束事件の人質として拘束されていたジャーナリスト後藤健二が殺害された。これについて池上は、事件に関する署名記事を2月2日の「朝日新聞」に寄稿した。
2016年3月31日付で東京工業大学を定年退職し、同年4月から東京工業大学リベラルアーツ研究教育院特命教授および名城大学教授に就任。
同年10月13日、池上と『池上彰の選挙ライブ』のチームが第64回菊池寛賞を受賞。
2017年4月には順天堂大学の特任教授として就任し、同大学国際教養学部主催「国際教養特別講義」にて授業を行っている。

## 人物
読書や新聞スクラップ、地図収集、ダジャレが趣味で、海外に行くと必ずその国の地図を購入するが、北朝鮮の地図は入手するのが難しかったという。酒は飲まないが、全く飲めないというわけではなく、コップ半分くらいなら飲めるらしい。ホットコーヒー（ブラック）とチョコレートを好む。
テレビ出演が多いが、「本が“本”業」と述べており、「本“も”書いている」よりも「テレビ“にも”出ている」と言われる方が嬉しいという。ダジャレに関しては評判が悪く、番組スタッフに「やめてください」と言われてもめげずに言い続けるという。TRF、ZARDのファンである。
大学受験の時はZ会の国語を利用しており、日本語の読解力がついたと感じたのはこの時だと述べている。
インターネットについては、情報収集の目的で積極的に活用する一方で、比較的自身の露出には消極的な姿勢を取っている。個人としては、公式ブログやTwitter・Facebookの公式アカウントなどを一切持っていない。その一方で、『週刊こどもニュース』のディレクターだった杉江義浩が運営(現在は松本知恵が運営)する「池上彰ファンクラブ」および同クラブの公式サイトを公認。インターネット向けにコラムを掲載したり、ニコニコ生放送の番組に出演するなど、表現の場として裾野を広げている。
ドイツの女性革命家ローザ・ルクセンブルクの言葉「両側から燃え尽きるロウソクでありたい」を座右の銘としている。「全力でいろいろなことに当たりたい」という意味である。
NHK呉通信部に勤務していた縁から、広島東洋カープのファン。きっかけは、呉支局勤務時代にいわゆる「江川事件」が起こり、巨人に対して不信を抱くようになったため。
NHK記者時代から、一貫して「難しく思われがちな社会の出来事を、なるべく分かりやすく噛み砕く」というスタンスを持っている。ほかにも「国際問題は地図を見れば分かる」という持論を繰り返し唱えている。右翼・左翼といったデリケートな用語の解説を行ったり、2010年の参議院選挙の特別番組『池上彰の選挙スペシャル』において、日本遺族会や創価学会、日本教職員組合、全特といった政党の支持母体を取り上げたりしたこともある。これについて、池上は自分の著書で「タブーを池上が切り込んだと騒がれるが、自分はただ当たり前のことを言っただけ」と語っている。
大平正芳を、特徴的な口調の「アー、ウー」を除いて記録すると、理路整然とした文章となることを理由に、歴代で最も聡明な総理大臣として挙げている。また細川護熙首相であった当時、自らと同じく、新聞スクラップが趣味であることに親近感を抱いていた。
朝日新聞阪神支局襲撃事件については、「政治や社会のあり方を批判するのは、日本を良くしたいから。それを「反日」って何? 怖い時代に入りつつあるのかな、と思ったよね」と、インタビューに答えている。2008年5月3日の「第21回言論の自由を考える5・3集会」（朝日新聞労働組合主催）では司会を務めた。
「売国」という言葉については、「日中戦争から太平洋戦争にかけて、政府の方針に批判的な人物に対して使われた言葉。問答無用の言論封殺の一環です」とし、少なくとも言論報道機関は使うべき言葉ではないとしている。また、「言論報道機関は両論併記するべきであるが、朝日新聞は論調に反する意見も載せているのに対し、読売新聞、産経新聞の2紙について、それができていない」と批判している。

### 時事ニュース解説
ニュース解説で多用する「いい質問ですねぇ!」は2010年、ユーキャンの主催する「新語・流行語大賞」の上位10位入りし、テレビ朝日「池上彰の学べるニュース」プロデューサーの丹羽敦子が代理で受賞した。池上によると、この言葉が使われるケースは2つあり、1つは番組の流れ上、本来解説したい話題から離れてきている時に、本筋に戻せるような質問がされた時。もう1つは、質問そのものによって、池上自身がそのニュースに対しての認識を新たにする場合である。梶原しげる（文化放送出身のフリーアナウンサー）も、「素朴な疑問を投げかけてくれた聞き手への感謝の言葉である」と分析している。
梶原は、池上の話術の特徴として、「『アメリカは強いなあ』と北朝鮮は心配した」などさまざまなものを擬人化した上で直接話法を多用していること、さらに聞き手の好奇心を刺激し解説に引き込ませるために質問したくなる話を用意していることなどを挙げている。
自身の人気については「単なるバブル」と冷静に捉えつつも、「ニュースを知ろうとするきっかけになったのであれば望外の喜び」としている。テレビでの解説は、最大公約数的にならざるを得ず、深く掘り下げられないことは、本を執筆する動機になるとしている。テレビでの解説は「起承転結」で言うところの「結」を最初に持ってくることで、移り気な視聴者の興味を引くようにしているのに対し、講演会ではじっくり聞いてもらうため、起承転結の通りに話すと述べている。

## 批判・論争

### 冠番組に関する批判

#### 印象操作・やらせ疑惑
2010年放送の『池上彰の学べるニュース』と2018年9月7日放送の『池上彰スペシャル』で、解説の際に特定の数値が大きく見えるような不自然な目盛りのグラフを使用していたとして、印象操作に当たるとの批判がある。また、2018年9月7日放送の『池上彰スペシャル』でも一般の小中学生として紹介された出演者に芸能プロ所属の子役タレントが含まれていたとして、印象操作ややらせに見えるとの批判がネット上で起こった。

#### 他者意見の借用疑惑
2018年9月9日に、徳島文理大学教授で元通産官僚の八幡和郎が、池上の冠番組の取材を受けた際「番組の方針で、番組では八幡の意見ではなく池上の意見として紹介したい」と言われた旨をFacebookに掲載したところ、有本香や高橋洋一など、他の識者からも同様の経験をしたという反応があった。池上は全面的に否定し、「そもそも番組で自分の意見は言わないスタンスである」と説明、「出演中の全局の番組スタッフについて調べてもらう」と回答した。

#### トランプ批判・アメリカ民主党擁護に対する批判
2021年1月30日のテレビ朝日系『池上彰のニュースそうだったのか!!』において、新疆ウイグル自治区での強制収容所や香港の民主化運動の弾圧の問題について、「新疆ウイグル自治区の、あそこの多くの住民が強制収容所に入れられているとか、香港の民主化運動の人たちが次々に捕まっているという、ああいう問題に関してドナルド・トランプ大統領は、これまで何も言ってきませんでしたからね。全然、人権問題に関心がなかったわけですね。ところが、ジョー・バイデン大統領、あるいは民主党というのは人権問題を重視するので…」と発言してネット炎上した。
ジャーナリストの有本香は、トランプは大統領時代に「ウイグル人権法案」や「香港人権・民主主義法案」、「香港に対する非致死性武器の禁輸法案」に署名しているとして、池上の発言は事実と異なるとして放送法違反の可能性があると述べている。
池上は、ジャーナリストの増田ユリヤと共同で運営しているYouTubeチャンネル「公式池上彰と増田ユリヤのYouTube学園」に投稿した動画の中で、トランプ自身が人権問題に関心が無い根拠として、習近平が新疆ウイグル自治区に教育施設を建設していると述べたことに対し「いいことじゃないか。どんどんやってくれ」と返答したことや、香港の民主化運動について質問に「香港のことなんか俺を巻き込むな」と答えたとする、前大統領補佐官ジョン・ボルトンの証言をあげて釈明したが、これも大きな批判を浴びた。

### 財政問題についての論争
池上は、消費税をはじめとした減税政策には批判的で、日本の財政問題について間違った解釈をしているとネットや積極財政派の有識者から非難されることがある。ただ池上自身は新自由主義の功罪を解説やコラムなどで度々取り上げている。そしてその中で、大規模減税を行ったレーガノミクスに否定的である。
また、いわゆる現代貨幣理論の解説自体は自著の中でも行っており、「脚光を浴びた（理論である）」と書いている。

## 連載
- 教えて!池上さん（「毎日小学生新聞」、月1回）
- 池上彰の そこからですか!?（「週刊文春」）
- 池上彰のおうち発・本当は深いあのニュース（「レタスクラブ」）
- 池上彰の大岡山通信、チーム池上が行く！（「日経新聞」）
- 池上彰×増田ユリヤ　現代ニュースのキーワードLIVE（「日経xwoman」）

### 過去
- 池上彰のやさしい金融経済教室（日本銀行の広報誌「にちぎん」、2005年 - 2007年）
- 解決!池上彰のニュースのギモン（「ニュース@イー・ウーマン」、2005年11月 - 2007年3月、ウェブで毎週連載）
- 世界を変えた10冊の本（「CREA」、2010年12月 - 2011年10月）
- 週刊ニュースななめ読み（「週刊ポスト」）
- Newsweek斜め読み（「NewsWeek」日本版、ウェブ連載、2013年4月30日まで）
- 池上彰の新聞ななめ読み（「朝日新聞」朝刊、2007年 - 2021年、毎月最終金曜日）[注 3]

## 著書
NHK在籍時から膨大な数の著書を刊行しているため、便宜上「単著」「共著」「シリーズ」に大別したうえで、初版本のみ記載。

### 単著
刊行年別に記載。（ ）内の月（日）は初版の発売開始時期を指す。

### 共著
初版の刊行時期が早い順に記載。

### シリーズ
初版の刊行時期が早い順に記載。『学べるニュース』名義で刊行した著書のシリーズについては、そうだったのか!池上彰の学べるニュース#書籍を参照すること。

### 翻訳書
- ティモシー・テイラー（英語版）『スタンフォード大学で一番人気の経済学入門 ミクロ編』池上彰監訳、高橋璃子訳（かんき出版、2013年3月21日）
  - ティモシー・テイラー『スタンフォード大学で一番人気の経済学入門 マクロ編』池上彰監訳、高橋璃子訳（かんき出版、2013年4月22日）
- 『ヒラリー・クリントンの言葉』ライザ・ロガック編、池上彰監訳、高橋璃子訳（かんき出版、2016年3月16日）

## 出演番組

### 現在の番組
| 期間      | 期間       | 番組名 | 役職                               | 備考 |
| --------- | ---------- | --- | ---------------------------------- | --- |
| 2014年4月 | 現在       | ワイド!スクランブル（テレビ朝日） | 月1回でのゲストコメンテーター      | NHK社会部記者時代の同僚だった橋本大二郎をMCに加えた2014年4月から、ゲストコメンテーターとして、おおむね月に1回のペースでスタジオ出演 |
| 2015年4月 | 現在       | 池上彰のニュースそうだったのか!!（テレビ朝日） | 司会・進行・解説                   | 大泉高校の後輩に当たる宇賀なつみ（フリーアナウンサー。番組開始時は同局アナウンサー）とレギュラーで共演 |
| 2016年4月 | 現在       | クローズアップ現代+→クローズアップ現代（NHK総合） | コーナーインタビューでの不定期出演 | |
| 2018年4月 | 不定期放送 | 日曜ゴールデンの池上ワールド 池上彰の現代史を歩く〜Walking through Modern History〜→池上彰の現代史を歩く〜Walking through Modern History〜（テレビ東京） | MC                                 | 放送開始前の2015年5月31日から2018年2月25日までは『日曜夕方の池上ワールド』として単発放送された、レギュラー放送としては2019年3月31日をもって終了したが同年4月8日からは（日曜のゴールデンタイムに放送するとは限らないため）番組名改題の上、不定期放送に降格 |

テレビ東京制作番組
| 期間       | 期間      | 番組名                                              | 役職                                         | 備考 |
| ---------- | --------- | --------------------------------------------------- | -------------------------------------------- | --- |
| 2011年11月 | 2018年4月 | 日経スペシャル 未来世紀ジパング〜沸騰現場の経済学〜 | 沸騰ナビゲーターでの不定期取材・スタジオ出演 | |
| 2014年4月  | 現在      | ワールドビジネスサテライト                          | 不定期コメンテーター                         | かねてから多数の番組で共演していた大江麻理子（テレビ東京アナウンサー → 報道局キャスター）がメインキャスターに就任した2014年度から、コメンテーターとして不定期で出演                                               |
| 時期不明   | 2021年3月 | BSニュース 日経プラス10（BSジャパン→BSテレ東）      | 不定期解説出演                               | 時期は不明だがアメリカ大統領選挙などのイベントがあるときに解説役として出演し、2021年度からは毎週金曜日に、増田ユリヤ・パトリック・ハーランと3人で「チーム池上が行く」というコーナーを担当して準レギュラーとなった |

### インターネット
- YouTubeチャンネル「公式 池上彰と増田ユリヤのYouTube学園」（2020年6月16日 - ）

### 特別番組として放送中の冠番組シリーズ
- 池上彰スペシャル（フジテレビ）
  - 2011年4月から『土曜プレミアム』枠と『金曜プレステージ』枠を中心に不定期で放送。『池上彰 緊急スペシャル』というタイトルが付く場合もある。後述する『教えてMr.ニュース』の後継番組。
- テレビ未来遺産シリーズ（TBS、詳細は当該項を参照）
- 池上彰と女子会（TBS）
  - 2017年7月から計3回放送。
- 池上彰と宇宙の旅（TBS）
  - 2018年3月28日に放送。
- 池上彰の5夜連続BIG対談
  - 池上彰×橋田壽賀子（BSフジ、2018年3月18日）
  - 池上彰×美輪明宏（BS朝日、同年3月19日）
  - 池上彰×磯田道史（BS-TBS、同年3月20日）
  - 池上彰×ビートたけし（BSジャパン、同年3月21日）
  - 池上彰×久米宏（BS日テレ、同年3月22日）
- 池上彰と考える!巨大自然災害から命を守れ（メ〜テレ）
  - 2012年から、年1回、東海ローカルで放送。
- 池上彰の世界を知れば大阪が変わるニュースショー（テレビ大阪、2015年2月28日・2015年11月3日・2016年6月25日・2018年11月20日）
  - 関西ローカル向けの特別番組で、2015年2月28日から年に数回のペースで放送。
- 池上彰の発掘!静岡のチカラ（静岡朝日テレビ）
  - 静岡ローカルの特別番組で、2014年9月2日から年2回のペースで放送。
- 櫻井翔×池上彰 教科書で学べないSP（日本テレビ）
  - 2015年8月4日から年一度のペースで放送。
- 池上彰が教えたい！実はの話・・・（日本テレビ）
  - 2017年6月15日から年一度のペースで放送。
- 池上×マツコ ニュースな話。（テレビ朝日）
  - 2013年4月4日に放送。

以下の番組はいずれも、毎日放送が関西ローカル向けに放送。
- “変わる”が分かる!池上彰のどーなる?ジャーナル
  - 事前収録による約3時間強の特別番組で、2014年のみ1月3日、2015年から毎年元日（同月1日）の午後に放送。2014年には、当時『ちちんぷいぷい』でニュース解説を担当していた石田英司とのダブル解説体制で臨んだ。2015年以降は、単独で解説しながら、毎日放送のアナウンサー（山中真→大吉洋平→「池上彰ファンクラブ」の会員でもある野嶋紗己子）と共同で進行する。
  - 関西ローカル番組でありながら、世界経済から人工知能や宇宙に至るまで、時宜に適ったテーマを幅広く取り扱うことが特徴。タイトルの冒頭には、西暦表記による放送年を必ず入れている（例：2017年1月1日放送分の正式タイトルは「2017年の“変わる”が分かる!池上彰のどーなる?ジャーナル」）
- 生!池上彰×○○（○○にはメインパートナーの氏名が入る）
  - 2015年10月3日から、主に『生!池上彰×山里亮太』[注 22] というタイトルで編成する毎日放送報道局制作の深夜番組。年に数回のペースで、毎日放送の本社報道局・東京支社ラジオスタジオや名城大学のサテライトキャンパスなどから、金曜日の深夜に生放送を実施している。

以下はいずれも、テレビ東京制作の番組。「池上彰の報道特番」と題される。
- 池上彰の選挙スペシャル（テレビ東京系列・BSテレ東（旧・BSジャパン）の国政選挙開票特別番組）
  - 詳細は当該項を参照。第22回参議院議員通常選挙開票特別番組（2010年7月11日放送）からメインキャスターを担当。
- 池上彰の戦争を考えるスペシャル（2010年から毎年8月上旬に放送）
- 池上彰のJAPANプロジェクト
  - 2014年4月12日放送の『テレビ東京開局50周年記念特別番組 池上彰のJAPANプロジェクト』を母体に、シリーズ番組として年に数回編成。
- 今、地方を知れば日本がわかる!池上彰のご当地ウラ事情
- 池上彰が選ぶ 今知っておきたい小さなニュース（2018年7月8日放送）
- 池上彰の激動!世界情勢SP（2022年2月 - ）

### 過去の番組
※ただし、以下のレギュラー番組を降板した後にも、扱うテーマによっては特別に出演することがある。

#### NHK在籍時の主なレギュラー番組
| 期間          | 期間          | 番組名                   | 役職                                               |
| ------------- | ------------- | ------------------------ | -------------------------------------------------- |
| 1989年4月     | 1993年3月     | ニュースセンター845      | キャスター                                         |
| 1990年4月     | 1994年3月     | イブニングネットワーク   | メインキャスター                                   |
| 1994年4月     | 2005年3月     | 週刊こどもニュース       | 編集長兼キャスター ※放送上は『お父さん』として出演 |
| 1999年8月28日 | 1999年8月28日 | 少年少女プロジェクト特集 | 『どこがおかしい?日本の子育て』司会                |
| 2000年3月18日 | 2000年3月18日 | 少年少女プロジェクト特集 | 『10代が語る理想の教育』司会                       |

#### NHK退職後のレギュラー・準レギュラー番組
テレビ番組
| 期間                | 期間                | 番組名                                                  | 役職 |
| ------------------- | ------------------- | ------------------------------------------------------- | --- |
| 同局（NHK）退職直後 | 同局（NHK）退職直後 | みのもんたの朝ズバッ!（TBS）                            | 解説随時出演 |
| 同局（NHK）退職直後 | 同局（NHK）退職直後 | 情報プレゼンター とくダネ!（フジテレビ）                | 隔週金曜日コメンテーター |
| 同局（NHK）退職直後 | 同局（NHK）退職直後 | ちちんぷいぷい（毎日放送）                              | 『ぷいぷい顧問団』レギュラー出演→（一時降板）→コーナー随時出演 |
| 同局（NHK）退職直後 | 同局（NHK）退職直後 | がっちりマンデー!!（TBS）                               | ゲストコメンテーター |
| 2008年4月           | 2012年3月           | 池上彰の20世紀を見にいく（BSジャパン）                  | 案内役 ※現在でも編成枠の空いた時間帯の穴埋めで不定期放送されている（再放送扱い）レギュラー放送の終了後も、当番組の現代版として、テレビ東京で2012年から年末年始に特別番組『池上彰の世界を見にいく』を放送中 |
| 2008年10月          | 2010年3月           | ざっくりマンデー!!（TBS）                               | ゲストコメンテーター |
| 2009年4月           | 2010年9月           | 経済ドキュメンタリードラマ ルビコンの決断（テレビ東京） | 不定期→レギュラー出演 |

ラジオ番組
- 上柳昌彦のお早うGoodDay!（ニッポン放送）
- 土曜朝イチエンタ。堀尾正明+PLUS!（TBSラジオ）「世の中知ったかぶり♪」ニュース解説

2011年4月改編で降板したレギュラー番組
- PEOPLE （JFNC、毎月第3週放送の「編集長!お時間です。」に出演）
- サンデ－ ズバリ!ラジオ（ニッポン放送、2010年度のナイターオフ番組、月1回出演）

テレビ朝日制作全国ネット番組
- 学べる!!ニュースショー!（テレビ朝日）ニュース解説担当
- そうだったのか!池上彰の学べるニュース（テレビ朝日）
  - 『学べる!!ニュースショー!』の後継番組で、放送上は、2011年4月13日放送の特別番組『池上彰が伝えたい!東日本大震災の今』まで出演。番組自体は、池上のレギュラー降板後も、タイトルを『そうだったのか!学べるニュース』に改めたうえで、同年12月7日まで第1次レギュラー放送を続けていた。
  - タイトル改称後の同年7月6日には、朝日新聞社主催の出張授業企画「オーサー・ビジット」の講師として東日本大震災の被災地・宮城県東松島市の小学校を訪れた際の模様を特別に放送。2011年12月31日18:00 - 翌1:30まで7時間半にわたって放送された『そうだったのか!池上彰の学べるニュース 年またぎ7時間時間半スペシャル!!』で、約8か月振りにスタジオ進行・解説を担当した[95]。
  - 年またぎ7時間半スペシャル!!の放送で一旦第1次レギュラー放送を終えたが、この放送から2か月後の2012年2月26日の15:30 - 17:25まで放送の復活特番第1弾は関東ローカルではあるものの、2か月ぶりにタイトルを『そうだったのか!池上彰の学べるニュース』に戻した上で、レギュラー放送を再開した。
- ここがポイント!!池上彰解説塾　- 『池上彰の学べるニュース』の後継番組、および『池上彰のニュースそうだったのか!!』の前身番組。

以下は2011年4月以降のレギュラー番組で既に本放送を終了、放送終了後にユーキャンからDVDセットを発売している
- 池上彰の現代史講義 〜歴史を知ればニュースがわかる〜（BSジャパン、2011年9月4日 - 10月24日）[96] 信州大学での公開講義と連動
- 池上彰のやさしい経済学（BSジャパン、2011年10月30日 - 2012年2月5日）[97] 京都造形芸術大学での公開講義と連動
- 池上彰の経済教室（テレビ東京）
- グッド!モーニング（テレビ朝日、2015年10月5日 - 2021年3月26日） - 「池上彰のニュース知恵袋」コーナー担当 [98]
- メディアのめ（NHK Eテレ、2012年4月9日-？、月曜9:25 - 9:35） - 教育課程「総合的な学習の時間」（メディア分野）の教育番組。安保泰我（子役タレント）と共演

#### 不定期出演
- SmaSTATION!!（テレビ朝日）
- ゆうどきネットワーク (NHK総合)
- イブニングワイド (TBS)
- 137億年の物語（テレビ東京）※監修を担当したほか、解説役として不定期で出演。

フジテレビ制作番組
- ザ・ベストハウス123審議長 ※茂木健一郎・荒俣宏と共に、三賢人の一人として出演。
- オモクリ監督

日本テレビ制作番組
- 世界一受けたい授業（日本テレビ）
- ズームイン!!SUPER（日本テレビ、2010年4月2日 - 2011年3月28日）毎週金曜日

過去に冠番組として放送された特別番組
- 教えてMr.ニュース 池上彰のそうなんだニッポン（フジテレビ、2009年12月1日・2010年2月26日・3月26日・5月28日・7月9日・8月27日・9月28日・11月16日・12月14日・2011年1月21日・3月29日）『池上彰スペシャル』シリーズの前身番組
- 櫻井翔×池上彰のそうか!思わずうなる特上ニュース (TBS)
- そうだったのか!池上彰の学べるニュース（第1次特番時代）（テレビ朝日、2009年12月29日・2010年2月10日・3月16日）
- 池上彰が日本の危機を緊急ニュース解説! 号外!池上タイムズ（TBS、2010年6月27日）
- 黒岩祐治と池上彰のまるわかりニッポン!参院選開票スペシャル（2010年7月11日、第22回参議院議員通常選挙開票特別番組）[注 23]
- 日曜ビッグバラエティ（テレビ東京）
  - 池上彰がズバリ解説!“これでわかる”日本の大ギモン（2010年7月4日）
  - 池上彰の世界を見に行く（2010年12月5日・2011年2月6日・2011年4月3日）
  - 緊急報道特番『池上彰の緊急報告 大震災のなぜに答える』（2011年3月20日・27日）
  - 池上彰の緊急生放送スペシャル 世界が驚いた“ビン・ラディン殺害”日本人がわからない何故に答える!（2011年5月15日、パトリック・ハーラン・宮崎美子がコメンテーターとして出演）
  - 緊急生放送!池上彰のエネルギーを考えるスペシャル（2011年9月18日）
  - 池上彰の緊急報道スペシャル 中東情勢緊迫化! アメリカは攻撃するのか?（2013年9月8日）
- 金曜スーパープライム 池上彰くんに教えたい 10のニュース（2011年3月18日、日本テレビ）
  - 金曜ロードSHOW 池上彰くんに教えたいニュース（2013年5月3日、日本テレビ）
- 池上彰が伝える世界の今 3時間スペシャル（テレビ朝日、2011年10月13日）
- 池上彰の経済教室（テレビ東京、2011年10月31日（前編）・11月7日（後編））信州大学・京都造形芸術大学での公開講義と連動
- 池上彰 vs 報道記者 ニュースマニア（テレビ朝日、2011年12月22日）放送時点でテレビ朝日報道局に所属する12人の記者と対談
- 池上彰の世界を見に行く!2012年新春スペシャル（テレビ東京、2012年1月3日）
- ヤンマースペシャル 地球学校 池上彰の子どもに伝えたい地球のチカラ（毎日放送（関西ローカル）、2012年8月19日・12月23日（Ⅱ））
- 池上彰・よゐこのいま知っておきたい、がんのこと（毎日放送（関西ローカル）、2012年11月23日）
- 土曜スペシャル（テレビ東京）
  - 緊急生放送!池上彰の“ニッポンの政治”を見に行く（2012年11月18日）
  - 池上彰&宮本隆治が懐かしの名曲で綴る昭和の大ニュース!（2013年8月31日）BSジャパンでも同年9月7日放送
- けいざいナビスペシャル（テレビ北海道）
  - 池上彰の北海道白熱授業（2013年2月5日（北海道ローカル））
- 池上彰の長野-金沢なるほど北陸新幹線（長野朝日放送・北陸朝日放送、2013年2月11日・2014年2月11日・2015年2月11日）
- 緊急!池上彰と考える巨大地震 その時命を守るために（TBS、2013年2月27日放送）
  - 緊急!池上彰と考える"鳥インフルエンザ" 迫りくる本当の危機（TBS、2013年4月17日）
- JNN西日本8局特別番組 池上彰の地方のチカラが日本を変える!（毎日放送制作、山陽放送・中国放送・山陰放送・テレビ山口・あいテレビ・RKB毎日放送・大分放送でも同時ネット、2013年5月3日）
- 池上×マツコ ニュースな話（テレビ朝日、2013年4月4日・6月21日）- マツコ・デラックス・大下容子（同局アナウンサー）と共演した全国ネットの特別番組
- 首都決戦2013 池上彰の都議選開票速報（TOKYO MX、2013年6月23日）
- 報道特別番組 池上彰のニッポンの大疑問（テレビ東京、2013年6月26日）
- 池上彰の知っておきたい大ベストセラー（テレビ朝日、2013年6月28日）
- 池上彰の都知事選ライブ（テレビ東京、2014年2月9日、2014年東京都知事選挙開票特別番組）
- テレビ朝日開局55周年記念番組 池上彰が選ぶ 日本を変えたニュース55年史（テレビ朝日、2014年2月10日）
  - 池上彰が選ぶ日本の運命を決めたニュース（テレビ朝日、2014年7月27日）
- 日本テレビ開局60周年特別番組シリーズ「7daysチャレンジTV」 池上彰が伝えたい!世界の子どもたちの今（日本テレビ、2014年5月5日）
- 阪神淡路大震災20年 生死を分けたドキュメントが語る!池上彰の生きるための選択（TBS、2015年1月14日）
- 戦後70年特別番組 櫻井翔&池上彰 教科書で学べない戦争（日本テレビ、2015年8月4日）
  - 東日本大震災5年・特別番組  櫻井翔×池上彰 教科書で学べない災害（日本テレビ系、2016年3月1日）
- ABC創立65周年記念 池上彰のニッポン未来塾 〜超高齢クライシス2025〜（朝日放送、2016年9月22日）
- 池上彰の5夜連続BIG対談（対談相手：橋田壽賀子、BSフジ、2018年3月18日）（美輪明宏、BS朝日、3月19日）（磯田道史、BS-TBS、3月20日）（ビートたけし、BSジャパン、3月21日）（久米宏、BS日テレ、3月22日）
- カンテレ開局60周年特別番組 池上彰の関西人が知らないKANSAI（関西テレビ、2018年3月20日）
- 池上彰の九州2018総決算!〜読み解けば「新時代」が見えてくるSP〜（福岡放送、2018年12月29日）
  - 池上彰の九州2019総決算!〜令和最初は徹底生解説SP〜（福岡放送、2019年12月28日）
- 静岡朝日テレビ開局40周年記念特別番組 池上彰と学ぶ なるほど!富士山7つの秘密 (テレビ朝日、2019年1月6日)[99]
- 特命!池上ベンチャーズ（テレビ東京系、2019年12月22日 - 2021年3月7日）
- 池上彰×サザエさんスペシャル お茶の間ニッポン史50の解説でございま〜す!（フジテレビ、2019年11月22日） - 解説およびテレビアニメに本人役として出演
- 池上彰×松井秀喜 in キューバ（テレビ東京系、2020年5月6日）
- 池上彰VS天才キッズ〜忖度なしの疑問に答えます〜（テレビ東京系、2020年8月27日）
  - 池上彰VS天才小学生〜忖度なしの疑問に答えます〜（テレビ東京系、2022年1月3日）

#### 主なゲスト出演
- しまねっとNEWS610 ニュース企画「分かりやすい伝え方」（NHK松江、2009年10月13日）- 三上弥アナウンサーと対談[100]
- わかるテレビ（フジテレビ、2009年10月26日）
- 中居正広が政治に初挑戦!ザ・大年表3時間スペシャル（日本テレビ、2010年3月31日放送）
- Mr.サンデー（フジテレビ・関西テレビ、2010年4月18日）
- 世界を変える100人の日本人! JAPAN☆ALLSTARSスペシャル（テレビ東京、2010年8月20日放送）
- 第30回全国高等学校クイズ選手権（日本テレビ、2010年9月3日）
- 新・たけしの日本教育白書（フジテレビ、2010年11月20日放送） - ゲスト
- TVシンポジウム「よい新薬を使えるように〜どうする?日本の治験〜」（NHK教育、2011年1月8日放送）
- 久米宏 ラジオなんですけど（TBSラジオ、2011年3月19日放送） -「今週のスポットライト」のゲストとして久米と初共演
- そのとき、みんなテレビを見ていた!第1部（NHK総合、2011年7月24日放送） - NHK在籍時の取材・番組出演映像の一部が放送された。
- 河北新報のいちばん長い日（テレビ東京、2012年3月4日） - ナビゲーター
- 終戦記念スペシャルドラマ 命ある限り戦え、そして生き抜くんだ（フジテレビ、2014年8月15日） - ナビゲーター
- 土田晃之 日曜のへそ（ニッポン放送、2014年10月26日、2016年12月18日）
- ワールドビジネスサテライト年末スペシャル2015年あなたと選ぶ道（テレビ東京、2014年12月25日）
- 戦後70年特別番組 いしぶみ〜忘れない。あなたたちのことを〜（広島テレビ、2015年8月1日） - ナビゲーター
- ウェークアップ!ぷらす（読売テレビ、2016年8月6日） - 広島平和記念公園で催された広島平和記念式典会場からの生中継に出演
- FNS27時間テレビ にほんのれきし（フジテレビ、2017年9月10日）
- 真相報道 バンキシャ!（日本テレビ、2018年8月5日） - 平成30年7月豪雨から1ヶ月・広島平和記念式典前日情報のため広島平和記念公園からの生中継に出演
- 情報ライブ ミヤネ屋（読売テレビ、2018年8月6日） - 前日のバンキシャ!同様の事柄で広島テレビから生出演
- わしも 放送開始5年スペシャル（テレビアニメ、NHK Eテレ、2018年9月20日） - イケガミアキラ（本人） 役[101]
- ポリタスTV（YouTube、2022年9月21日）

### その他
- 近江商人、走る!（2022年12月30日公開、監督：三野龍一、ラビットハウス） - 予告編ナレーション[102]